# Edward Poradko

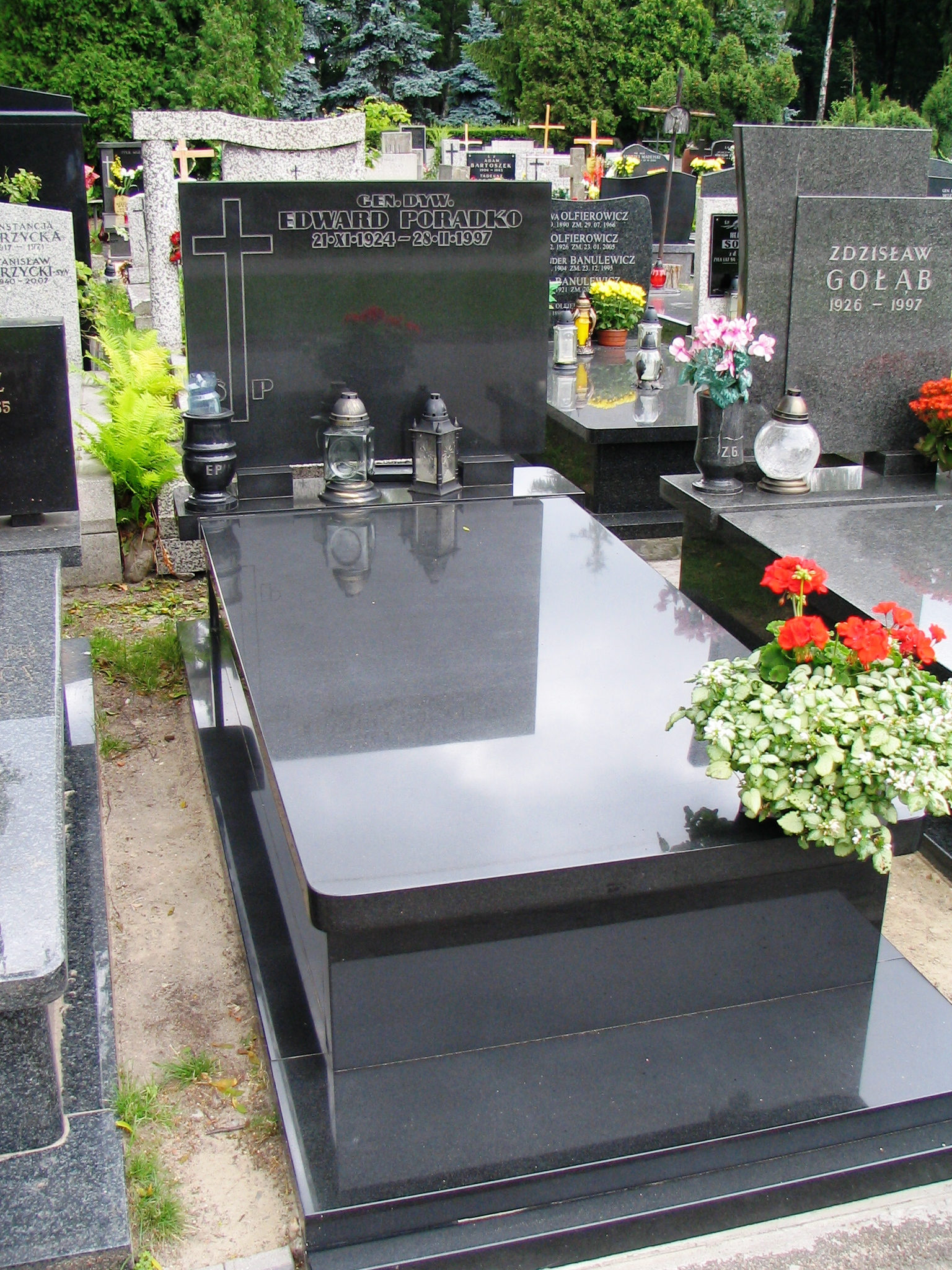
Grób gen. Edwarda Poradko na Cmentarzu Wojskowym na Powązkach w Warszawie;
23 lipca 2008

Edward Poradko (ur. 21 listopada 1924 w Wólce, zm. 28 lutego 1997 w Warszawie) – generał dywizji Wojska Polskiego, szef Zarządu II Sztabu Generalnego WP (1979–1981), szef Wojskowej Służby Wewnętrznej (1981–1986), ambasador PRL w Afganistanie (1986–1990).

## Życiorys
Urodził się we wsi Wólka w powiecie Biłgoraj w województwie lubelskim. W latach 1931–1938 ukończył 7 klas szkoły powszechnej w miejscowości Hucisko. Podczas okupacji był robotnikiem na robotach przymusowych przy budowie dróg, a w lutym 1941 został wywieziony na roboty przymusowe do III Rzeszy. W maju 1942 uciekł i powrócił w rodzinne strony, gdzie wstąpił do Polskiej Partii Robotniczej i walczył w szeregach Gwardii Ludowej jako łącznik. Od stycznia 1944 był członkiem oddziału partyzanckiego „Lipy” Brygady Ziemi Lubelskiej Armii Ludowej. Nosił pseudonim „Lis”. W stopniu kaprala brał udział w akcjach bojowych m.in. w lasach Janowskich, lasach lipskich i lasach parczewskich.
Od 1 sierpnia 1944 służył w Milicji Obywatelskiej na posterunku w Stalowej Woli, a od listopada 1944 był funkcjonariuszem Urzędu Bezpieczeństwa Publicznego w Przemyślu. W grudniu 1944 został na własną prośbę powołany do służby w ludowym Wojsku Polskim w stopniu kaprala. Został skierowany do 9 zapasowego pułku piechoty w Lublinie, a od 1 stycznia 1945 był kursantem Centralnej Szkoły Oficerów Polityczno-Wychowawczych w Łodzi. Już 19 stycznia 1944 został przeniesiony do Oficerskiej Szkoły Informacji WP. Rozkazem Naczelnego Dowódcy WP z 1 stycznia 1945 został mianowany na pierwszy stopień oficerski chorążego. W lutym 1945 ukończył przeszkolenie, został awansowany na stopień podporucznika i rozpoczął karierę w stalinowskich organach kontrwywiadu informacji wojskowej. Został zastępcą oficera informacji w 3 Szkolnym pułku czołgów. Brał udział w walkach z podziemiem niepodległościowym.
W lutym 1946 został oficerem informacji I sekcji Okręgowego Zarządu Informacji nr I w Warszawie, a w lipcu 1946 starszym oficerem informacji 2 pułku saperów w Wydziale Informacji garnizonu Modlin. W lipcu 1947 został wyznaczony na starszego oficera informacji II sekcji Okręgowego Zarządu Informacji nr 9, a w marcu 1948 powrócił do garnizonu Modlin na stanowisko kierownika sekcji informacji. W grudniu 1948 został starszym oficerem informacji 54 pułku artylerii w Giżycku, w strukturze 18 Dywizji Piechoty w Ełku. W lipcu 1949 powrócił do Warszawy, gdzie został zastępcą kierownika 2 sekcji Okręgowego Zarządu Informacji nr I. Równolegle w latach 1947–1950 ukończył wieczorowo 3 klasy gimnazjum ogólnokształcącego w Warszawie.
W październiku 1951 został przeniesiony na kierownika 4 sekcji w Okręgowym Zarządzie Informacji nr 8, gdzie w maju 1952 awansował na szefa wydziału. W czerwcu 1954 został przeniesiony do Marynarki Wojennej, gdzie objął funkcję zastępcy szefa Okręgowego Zarządu Informacji nr 8 w Gdyni. Od lipca 1955 do sierpnia 1956 przebywał na Kursie Specjalistycznym Służby Kontrwywiadu i Wywiadu w Wyższej Szkole Komitetu Bezpieczeństwa ZSRR w Moskwie. Po powrocie do kraju został zastępcą szefa Zarządu Informacji Śląskiego Okręgu Wojskowego we Wrocławiu w stopniu podpułkownika.
Po reorganizacji wojskowych organów bezpieczeństwa i przekształceniu w styczniu 1957 Informacji Wojskowej w Wojskową Służbę Wewnętrzną był zastępcą szefa Zarządu Wojskowej Służby Wewnętrznej Śląskiego Okręgu Wojskowego. W latach 1957–1958 ukończył szkołę średnią we Wrocławiu. W grudniu 1958 został zastępcą szefa Zarządu WSW Wojsk Lotniczych i Obrony Przeciwlotniczej Obszaru Kraju w Warszawie. Po reorganizacji lotnictwa w sierpniu 1962 został zastępcą szefa Zarządu – szefem Oddziału I Zarządu WSW Wojsk Obrony Powietrznej Kraju i Instytucji Lotniczych. Od lipca 1967 do maja 1969 szef Zarządu WSW Wojsk Obrony Powietrznej Kraju. Następnie od maja 1969 do lutego 1974 był szefem Zarządu II Szefostwa Wojskowej Służby Wewnętrznej. W tym okresie (w latach 1968–1972) odbył studia w systemie zaocznym w Wojskowej Akademii Politycznej im. Feliksa Dzierżyńskiego w Warszawie, gdzie w listopadzie 1972 uzyskał dyplom magistra pedagogiki.
Od lutego 1974 był zastępcą szefa w Zarządzie II Sztabu Generalnego Wojska Polskiego (wywiadu wojskowego, gen. Czesława Kiszczaka). W 1974 ukończył Wyższy Kurs Akademicki przy Akademii Dyplomatycznej ZSRR w Moskwie. W latach 1975–1977 przebywał w składzie delegacji PRL w Międzynarodowej Komisji Nadzoru i Kontroli w Wietnamie. W październiku 1976 został zaliczony do korpusu oficerów bezpieczeństwa i prewencji wojskowej w grupie kontrwywiadu. W kwietniu 1979 zastąpił na stanowisku Szefa Zarządu II SG WP generała Czesława Kiszczaka, który został mianowany szefem WSW. W 1979 ukończył również Kurs Operacyjno-Strategiczny w Wojskowej Akademii Sztabu Generalnego Sił Zbrojnych ZSRR im. Klimenta J. Woroszyłowa w Moskwie
W październiku 1980 na mocy uchwały Rady Państwa PRL został awansowany do stopnia generała brygady; nominację wręczył mu 11 października 1980 w Belwederze przewodniczący Rady Państwa prof. Henryk Jabłoński. W lipcu 1981 ponownie zastąpił gen. Czesława Kiszczaka, tym razem na stanowisku szefa Wojskowej Służby Wewnętrznej. Na czele WSW stał przez 5 lat (do października 1986). 24 września 1983 na mocy uchwały Rady Państwa PRL został awansowany do stopnia generała dywizji; nominację wręczył mu 10 października 1983 w Belwederze przewodniczący Rady Państwa prof. Henryk Jabłoński.
W październiku 1986 został mianowany przez Radę Państwa PRL na stanowisko ambasadora nadzwyczajnego i pełnomocnego PRL (od grudnia 1989 RP) w Afgańskiej Republice Demokratycznej, do Polski powrócił w lipcu 1990. Od 15 listopada 1990 w stanie spoczynku w związku z osiągnięciem ustawowej granicy wieku w posiadanym stopniu. Wcześniej, 19 października 1990 został pożegnany przez ówczesnego ministra obrony narodowej wiceadmirała Piotra Kołodziejczyka.
Członek PPR, a następnie PZPR. Wielokrotnie był członkiem instancji partyjnych na różnych szczeblach w wojsku. Delegat na X Zjazd PZPR (lipiec 1986). Na VIII Kongresie ZBoWiD (1985) został powołany w skład Rady Naczelnej tej organizacji.
Pochowany na wojskowych Powązkach (kwatera FII-dod.-14).

## Awanse
- chorąży – 1945
- podporucznik – 1945
- porucznik – 1946
- kapitan – 1948
- major – 1952
- podpułkownik –- 1956
- pułkownik – 1961
- generał brygady – 1980
- generał dywizji – 1983

## Ordery i odznaczenia
- Krzyż Srebrny Orderu Virtuti Militari (1968)
- Krzyż Komandorski Orderu Odrodzenia Polski (1979)
- Krzyż Oficerski Orderu Odrodzenia Polski (1973)
- Krzyż Kawalerski Orderu Odrodzenia Polski (1963)
- Order Sztandaru Pracy I klasy (1986)
- Krzyż Walecznych (1946)
- Krzyż Partyzancki (1947)
- Złoty Krzyż Zasługi (1958)
- Srebrny Krzyż Zasługi (dwukrotnie, 1945 i 1947)
- Medal 10-lecia Polski Ludowej (1954)
- Medal 30-lecia Polski Ludowej (1974)
- Medal 40-lecia Polski Ludowej (1984)
- Medal za Warszawę 1939–1945
- Medal Zwycięstwa i Wolności 1945
- Złoty Medal „Siły Zbrojne w Służbie Ojczyzny” (1966)
- Srebrny Medal „Siły Zbrojne w Służbie Ojczyzny”
- Brązowy Medal „Siły Zbrojne w Służbie Ojczyzny”
- Medal „Za udział w walkach o Berlin” (1970)
- Złoty Medal „Za zasługi dla obronności kraju” (1974)
- Srebrny Medal „Za Zasługi dla Obronności Kraju”
- Brązowy Medal „Za Zasługi dla Obronności Kraju”
- Złota Odznaka „Za zasługi w ochronie porządku publicznego”
- Odznaka Grunwaldzka
- Medal im. Ludwika Waryńskiego (1987)[4]
- Medal 100-lecia Polskiego Ruchu Robotniczego (1982)
- Medal "Za długoletnią, ofiarną służbę" (nadany przez ministra obrony narodowej, 1990)
- Order Wojny Ojczyźnianej II stopnia (ZSRR, 1968)
- Medal „Za umacnianie braterstwa broni” (ZSRR)
- Medal „Za zwycięstwo nad Niemcami w Wielkiej Wojnie Ojczyźnianej 1941–1945” (ZSRR)
- Medal jubileuszowy „Dwudziestolecia zwycięstwa w Wielkiej Wojnie Ojczyźnianej 1941–1945” (ZSRR, 1972)
- Medal jubileuszowy „Czterdziestolecia zwycięstwa w Wielkiej Wojnie Ojczyźnianej 1941–1945” (ZSRR, 1985)
- Medal „Za wyzwolenie Warszawy” (ZSRR)
- Medal jubileuszowy „60 lat Sił Zbrojnych ZSRR” (ZSRR, 1978)
- Medal Za Umacnianie Przyjaźni Sił Zbrojnych I stopnia (Czechosłowacja)
- Medal „40 lat Wyzwolenia Czechosłowacji przez Armię Radziecką” (Czechosłowacja, 1985)
- Order Zasługi Wojskowej I klasy (1985, Wietnam)[5]
- Medal Wyzwolenia I klasy (Republika Wietnamu Południowego, 1977)
- Medal Przyjaźni (Socjalistyczna Republika Wietnamu, 1977)
- I inne

## Życie prywatne
Był synem Ludwika, robotnika i Marii z domu Serafin. Mieszkał w Warszawie. Był dwukrotnie żonaty; od 1946 z Henryką z domu Woźniak (1927–1962), a po raz drugi od 1966 z Honoratą Maciejewską, księgową. Miał dwie córki i syna.